# Perizoma diltilla
Perizoma diltilla är en fjärilsart som beskrevs av Dyar 1913. Perizoma diltilla ingår i släktet Perizoma och familjen mätare. Inga underarter finns listade i Catalogue of Life.